# Bernyák Ferenc
Bernyák Ferenc vagy Bernják szlovénül Franc Bernjak (Radóc, 1773. október 4. – Hidegkút, 1833. január 6.) magyarországi szlovén római katolikus pap és tótsági esperes.
Felsőlendva melletti Radófán (ma Radovci, Szlovénia) született, kilencéves korában szülei elhaltak és a Kelcz-Adélffy árvaházba került pontosan 1781. július 5-én. Mikor érett férfiúvá serdült Szombathelyen teológiát kezdett tanulni, s 1797. március 26-án felszentelték. Először mint káplán működött szülőföldjén, a Tótságban, melyet később Vendvidéknek neveztek, aminek nagyobb része az első világháború vége óta Muravidék (Prekmurje) néven Szlovénia része.

1797 és 1798 Belatinc (ma Beltinci) plébániáján működött, majd 1798. augusztus 1-jén megkapta a vashidegkúti plébániát (ma Cankova), melyet haláláig vezetett. Káplánjai voltak itt Kossics József, a magyarországi szlovén irodalom egyik legjelentősebb alakja, akitől a vend szépirodalmat számítják. Azonkívül Szabár Jakab horvát nemzetiségű, de magyar és vend nyelven alkotó író.
1826-tól volt a Tótság esperese, amit haláláig ellátott. Művelt ember volt, egyformán jól beszélt vendül, magyarul és németül is. Az 1808. május 11-i, illetve 1829. június 10-i vizitációk részletes leírást tartalmaznak róla és plébániájáról.